# 日本國鐵DD13型柴油機車
DD13型柴油机车（日语：DD13形ディーゼル機関車）是日本國有鐵道的液力傳動柴油機車車型之一，由汽車製造于1958年研制成功並投入批量生產。1958年至1967年，汽車製造、日本車輛製造、新三菱重工業、川崎重工業、日立製作所共生产了416台各种番台的DD13型柴油机车。1960年代至1980年代初，这款机车不仅活跃于日本国铁的中小型调车作业，还广泛运用于地方铁道和临海铁道等私鐵业者。

## 开发背景
1950年代初，受到美国和联邦德国（西德）大力推动牵引动力内燃化改革的影响，日本国有铁道也开始计划非电气化干线的牵引动力现代化。1952年，日本正式结束了石油制品统制制度，日本国铁随即恢复新型柴油机车的研制工作。1957年，随着铁路运输量伴随日本经济高速增长，日本国铁宣布执行第一个五年计划（1957年—1961年），旨在提高铁路系统运输能力和推进牵引动力现代化。同年，日本国铁在之前试制的DD50型柴油机车的基础上，成功研制了采用电力传动的DF50型柴油机车，这种机车的批量生产填补了干线柴油机车的空白。
与此同时，日本国铁亦急切需要一种新型的调车柴油机车，目的是尽快替换众多陈旧的蒸汽機車。日本国铁虽然从来没有制造专门用于调车的蒸汽机车，但实际上许多在明治和大正時代制造的旧型干线蒸汽机车，例如2120型、8620型、9600型蒸汽機車，已经退居二线作为调车机车使用。当时，日本三大都市圈内仍然大量使用蒸汽机车来担当调车任务，仅在東京都范围内就有60多台调车用的蒸汽机车，而名古屋和大阪都市圈内亦有近200台蒸汽机车。
蒸汽机车不但会产生煤烟和噪音并对周边环境造成污染，而且日益增加的燃料成本和劳动力成本亦是国铁必须考虑到的问题。为此，日本国铁根据结构可靠、价格经济、便于维修的原则，于1958年研制了专门用作调车的DD13型柴油机车，这也是日本第一款实现完全国产的柴油机车，柴油机及传动装置均由日本自行开发。机车上安装有两台DMF31系列柴油机，持续功率为2×370马力，后来还进一步提高到2×500马力。传动系统采用在日本已有较多应用经验的液力传动方式，所使用的DS1.2/1.35型液力传动装置已经在之前试制的DD42型柴油机车上得到验证。
DD13型柴油机车的出现大大加快国铁旧型蒸汽机车的淘汰速度，并显示出柴油机车在运用效率和运用成本上的优越性；但是在牵引性能方面，因为它只有与8620型或C50型蒸汽机车相当的水平，如要替代9600型蒸汽机车担当重载调车任务则较为困难。此外，由于DD13型柴油机车的轴重超逾14吨，而且没有搭载为旅客列车供暖的蒸汽锅炉，使其运用范围受到了一定限制。尽管如此，作为日本国铁第一款投入批量生产的液力传动柴油机车，DD13型柴油机车为国铁标准型柴油机车的发展奠定了技术基础。

## 形式区分
DD13型柴油机车于1958年开始投入批量生产，至1967年因后继的DE10、DE11型柴油机车开发成功而停产。汽車製造、日本車輛製造、新三菱重工業、川崎重工業、日立製作所共生产了416台各种番台的DD13型柴油机车，其中包括264台基本番台、83台300番台、18台500番台、51台600番台。

### 基本番台
1~84号机车

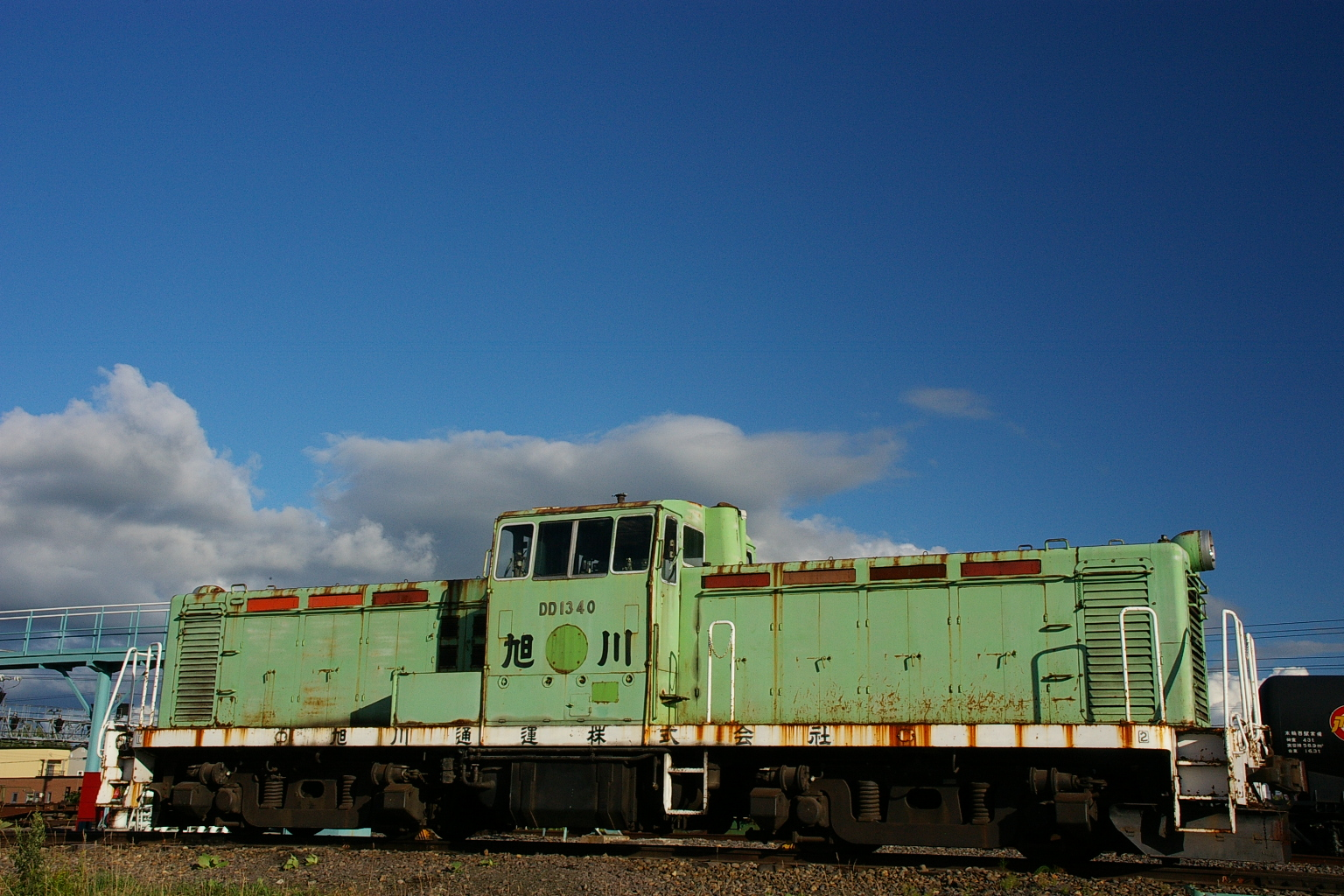
从国铁退役后转让给旭川通運的DD13 40号机车

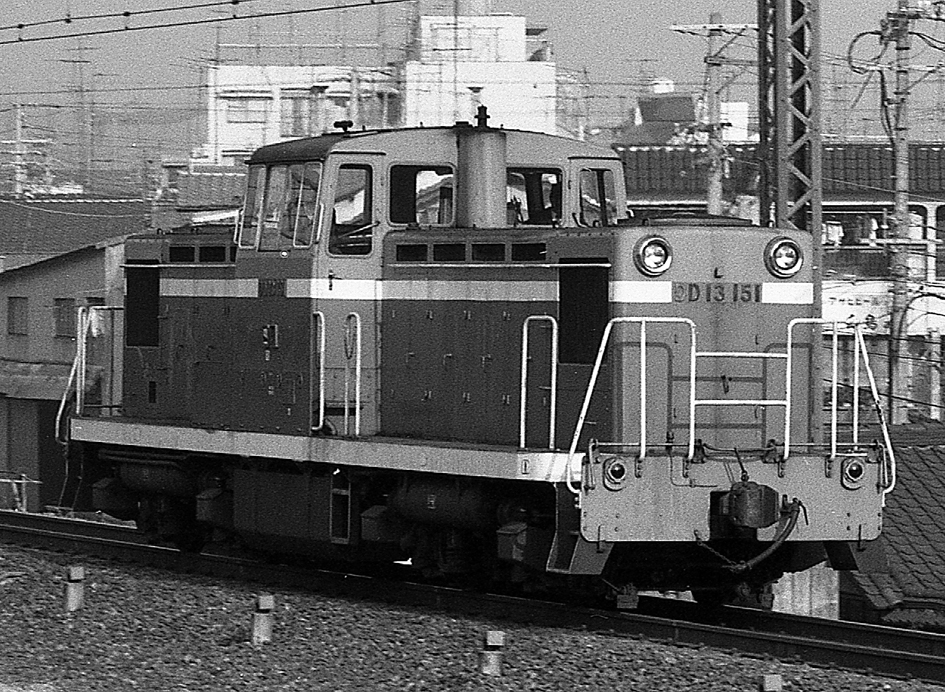
DD13 151号机车（1984年）

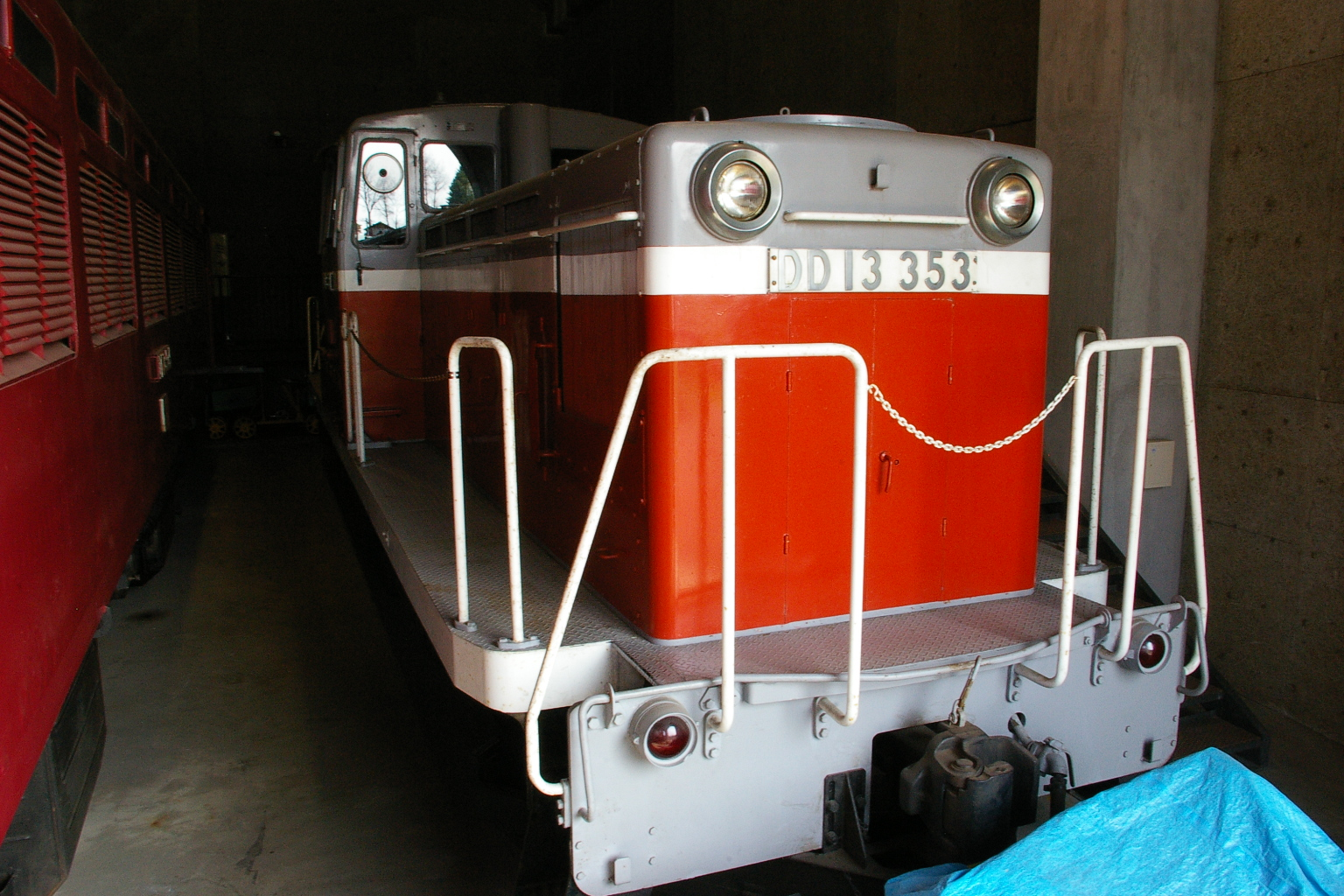
保存在三笠铁路纪念馆内的DD13 323号机车

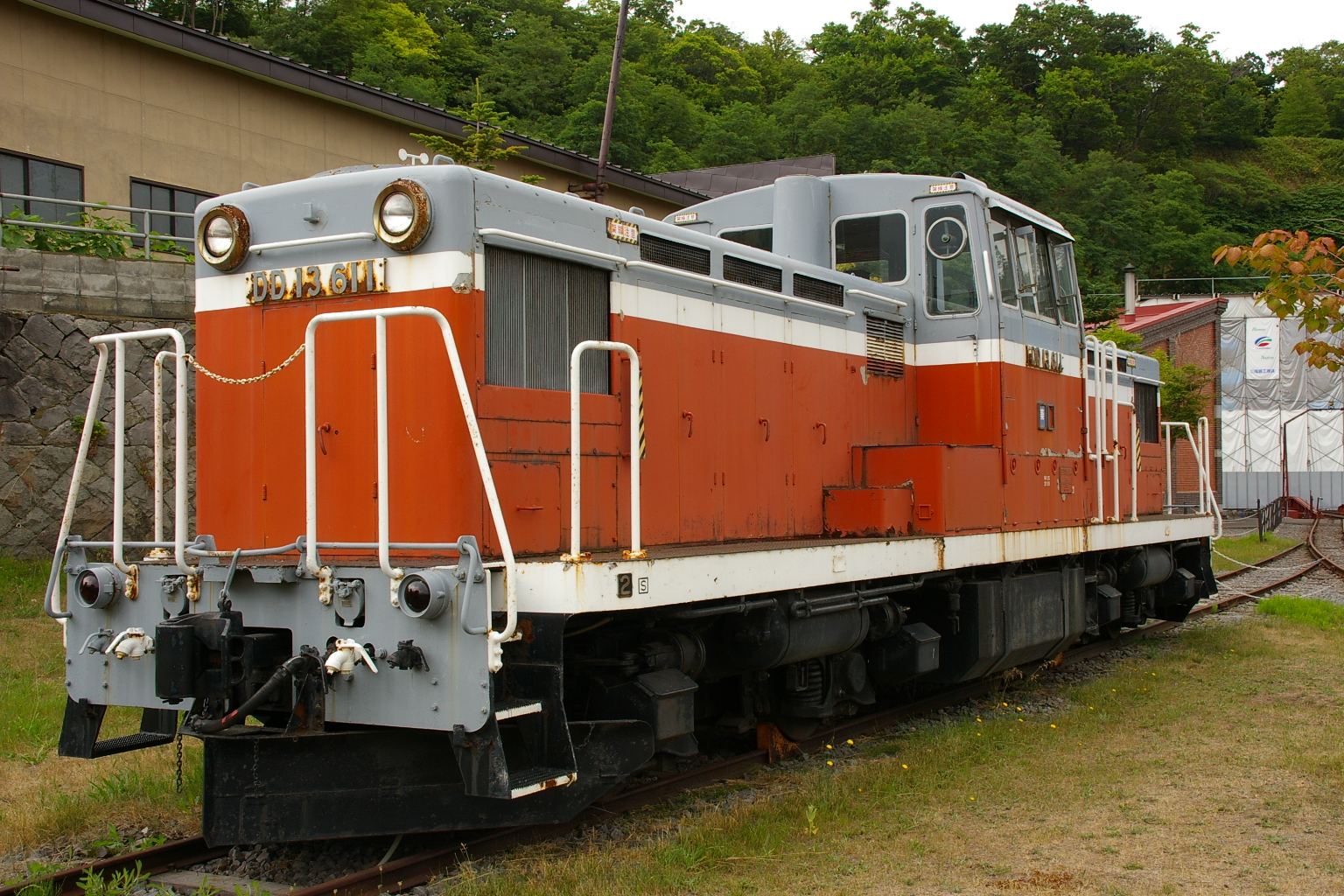
保存在小樽市综合博物馆内的DD13 611号机车

- DD13 1～84号机车是于1958年3月至1960年6月落成的初期型机车，由汽車製造、日本車輛製造、新三菱重工業、川崎重工業、日立製作所生产[4]。
- 这批机车装用DMF31S型柴油机，持续功率为2×370马力。转向架为DT105型均衡梁式转向架，轮对轴箱弹簧采用均衡梁式弹簧装置。车体外观特点方面，机车两端各装有一盏白炽灯作为前照灯，车体两端正面均设有大面积通风百叶窗，作为动力设备冷却系统的进风口。
- 1963年至1972年间，其中13台机车被改造为采用標準軌距的912型柴油机车。

85~110号机车
- DD13 85～110号机车于1960年8月至1961年3月落成，由汽車製造和日本車輛製造生产[4]。
- 这批机车的主要特点是改为采用DT113型无均衡梁式转向架，轮对轴箱弹簧装置改为轴箱两侧的螺旋弹簧。此外，原本设置在司机室下方的四个总风缸被改为安装在转向架两侧，腾出的空间用于加大燃油箱容积，使燃油储备量由1000升大幅增加至2000升。

111号机车
- 1961年3月，日本車輛製造名古屋制作所制成了经过大幅改进的DD13 111号机车。
- 这批机车装用经过强化的DMF31SB型柴油机，持续功率提高至2×500马力。由于柴油机功率提高后发热量增大，因而增强了机车散热系统的冷却能力，例如改为采用导热性更佳的小型化铝制散热器，并以油—水热交换器替代传统的油—空气散热器，冷却风扇的驱动方式亦以液力耦合器驱动取代机械驱动；全部散热器均改为并列设置在车体两侧，并取消了车体两端正面的通风百叶窗，以免散热效率因机车行驶方向而受到影响。机车两端各装有两盏密封光束灯作为前照灯，这也是车体外观上最明显的变化之一。此外，司机室内试验安装了两个对应不同行驶方向的司机操纵台，以便日后调车机车实现单司机值乘，而空气制动系统和控制系统等方面也采用了一些新技术[5]。
- 1973年，DD13 111号机车按照后来量产车的标准进行了改造。1977年，DD13 111号机车被改造成标准轨距的912型柴油机车。

112~264号机车
- DD13 112～264号机车于1961年10月至1966年2月落成，由汽車製造、日本車輛製造、新三菱重工業、日立製作所生产[4]。这批机车是对DD13 111号机车作出改良后投入生产的量产车，同样采用了增大功率的DMF31SB型柴油机，但司机室内恢复使用传统的横向司机操纵台。从1963年5月制造的DD13 171号机车开始采用全新的国铁柴油机车标准色涂装，车身上半和下半部分别为灰色（鼠色1号（日语：ねずみ色1号））和金红色（朱红色4号（日语：朱色4号）），两种颜色之间配有一道围绕车身的白色带，这种新涂装取代了以往茶色（葡萄色2号）配黄色带（黄1号）的旧标准色涂装。1977年，其中两台机车被改造成标准轨距的912型柴油机车。

### 300番台
DD13 301～383号机车于1966年3月至1967年11月间落成，由汽車製造、日本車輛製造、新三菱重工業、日立製作所生产。这批机车的主要特点是改变了车轴齿轮箱的传动比，同时还提高了双曲线螺旋伞齿轮的强度，转向架型号亦由DT113型变更为DT113E型。由于这种转向架无法与DT113型转向架互换使用，因此将这批机车称为300番台机车以作区分。

### 500番台
DD13 501～518号机车于1965年11月至1966年2月间落成，由汽車製造和日本車輛製造生产。500番台机车的主要特点是在基本番台后期型的基础上增加了重联控制装置，车端加装了与邻车控制电路连接的重联插座，除此之外与基本番台机车相比并没有太大变化。

### 600番台
DD13 601～651号机车于1966年2月至1967年12月间落成，由汽車製造和日本車輛製造生产。600番台机车的主要特点是在300番台的基础上增加了重联控制装置，车端加装了与邻车控制电路连接的重联插座，除此之外与300番台机车相比并没有太大变化。

## 运用历史
从1950年代末起，DD13型柴油机车开始广泛投入日本各地的編組站、货运站、客车区运用，用于替换旧型蒸汽机车及担当调车和小运转任务，其中品川机关区、吹田第一机关区、田端机关区、新鹤见机关区、姬路第一机关区、龙华机关区等地的配属数量相对较多。在部分支线铁路上亦会使用DD13型柴油机车担当旅客列车的牵引任务，例如水郡線、清水港線、福知山線（尼崎港支線）、山陽本線（和田岬支線）等。此外，在羽越本線上也曾经使用重联的DD13型柴油机车来牵引干线货物列车。
至国铁时代末期，日本国铁为了削减庞大的经营赤字，对货物运输业务体系进行大规模缩减和改革，许多运量较少的支线铁路和货运站场被废止，DD13型柴油机车亦从1979年起陆续封存或报废。截至1987年4月1日国铁分割民营化之际，除了经过改造的912型柴油机车被东海旅客铁道（JR东海）和西日本旅客铁道（JR西日本）继承外，其余所有DD13型柴油机车均已除籍报废。

## 技术特点

### 总体布置
DD13型柴油机车是为调车和小运转作业而研制的液力传动调车柴油机车，车体外形类似于DD11型柴油机车，采用底架承载和外走廊结构的罩式车体，车体底架是由槽钢和钢板焊接而成的箱型结构，上部车体是由型鋼和钢板焊接而成。为了使司机具有良好的两端瞭望视野，司机室被设置在车体中央位置，司机室前后两端分别为两个动力室。此外，为了方便调车员登上机车及安全停留，车体底架的四个角上设有登车脚踏板，并且在机车前后两端都设有过道及扶手。
司机室内设备布置吸取之前DD42型柴油机车的经验，不再分别布置两组斜对称横向布置的司机操纵台，而是改为采用一组纵向布置的司机操纵台及司机侧身操作方式，令司机无需为了变更行驶方向而转到另一边的操纵台，只需通过切换开关来改变机车行驶方向，使之更适合用于需要频繁变换行驶方向的站内调车作业。司机室两侧均设有两扇推拉式侧窗，前后共有四个车门与机车外走廊相通，两个端窗的中央有柴油机的排气筒。冬季时的司机室供暖是由柴油机冷却水提供。

### 柴油机
早期生产的DD13型柴油机车装用两台由日本国铁与新潟铁工所、振興造機、大發工業共同开发的DMF31S型柴油机。这款柴油机的前身是在1937年研制成功的DMF31H型柴油機，曾经装用于Kiha 43000型柴油動車組进行试验。DMF31S型柴油机是一种四冲程、六气缸、直列式、废气涡轮增压的水冷式高速柴油机，气缸直径为180毫米，活塞行程为200毫米；持续功率为370马力（275千瓦），额定转速为每分钟1300转，最高转速为每分钟1500转。考虑到加装增压装置后柴油机强化程度的提高，DMF31S型柴油机采用了铸铁制造的气缸体和曲轴箱、耐热铝合金铸造的整体结构活塞，以及锻钢制造的连杆和曲轴，另外还采用了散热能力更佳的湿式气缸套，而没有采用DMH17型柴油机上的干式气缸套。
从1961年生产的DD13 111号机车开始，改为装用经过强化的DMF31SB型柴油机，持续功率提高至500马力（370千瓦），额定转速为每分钟1500转。这款柴油机改为使用球形预燃室式燃烧室，并改良了进排气门和气缸盖的设计，以减少柴油机进气和排气的阻力；燃油喷射泵也从传统的圆弧凸轮改为切线凸轮，从而提高每单位时间的燃油喷射量；另外还更换了更大增压比的渦輪增壓器，改良了渦輪转子的设计使其能够承受高速旋转；还增设了柴油机排气消音器。考虑到柴油机功率提高后发热量增大，因而亦提高了机车散热系统的冷却能力，例如采用了全新的小型化铝制散热器；又借鉴德国联邦铁路的V100、V200型柴油机车，以油一水熱交換器替代传热系数较低的油一空气散热器，这也是日本柴油机车首次采用该方式来冷却柴油机机油和液力传动油；另外冷却风扇亦以液力耦合器驱动取代机械驱动。

### 传动系统
DD13型柴油机车是采用双机组的液力传动柴油机车，两套相同的动力机组分别对称布置在司机室前后。每台柴油机直接驱动一台振兴造机制造的DS1.2/1.35型液力传动装置，传动装置通过特殊工具钢制成的星形弯板与柴油机相连，所以借此节省了柴油机和传动装置之间的轴向伸缩或联轴器。柴油机和传动装置通过防震橡胶支撑在车体底架上，从两组液力传动装置输出的扭矩，通过第一万向轴传递到换向齿轮装置，然后从换向装置的输出法兰经过第二万向轴，分别传给两台转向架上内侧轮对（靠近司机室）的第一车轴齿轮箱，最后再经过第三万向轴将动力传到外侧轮对的第二车轴齿轮箱。
DS1.2/1.35型液力传动装置实际上是一种里斯豪姆-史密斯型（Lysholm-Smith）三级液力变扭器，其技术源自瑞典转子机械公司（Svenska Rotor Maskiner AB）的同类型产品。液力传动装置由二级四轮的液力变扭器、直连离合器、行星齿轮、飞轮和控制机构组成，具有完全自动转换的三个速度档（两段变速、一段直结）。第一级速度档是用行星齿轮将导向轮叶片承受的扭矩传给输出轴，并与涡轮轴输出的扭矩合并； 第二级速度档是将导向轮叶片固定的普通变速；第三级速度档是通过湿式多片的直结离合器，将输入轴与输出轴扭矩直接连结，泵轮、涡轮和导向轮形成一体运转状态。这种传动装置是主要优点是结构紧凑和体积轻巧，加上在机车起动时可使导向轮叶片反转，所以可以达到非常大的起动扭矩比（约7.5）。

### 转向架
机车走行部为两台二轴转向架。早期生产的DD13型柴油机车采用无摇枕的DT105型均衡梁式转向架，这种转向架采用钢板焊接成箱型结构的“H”字形构架，轮对轴箱采用导框式轴箱定位装置及均衡梁式弹簧装置，轴箱弹簧为均衡梁和构架之间的螺旋弹簧。转向架采用心盘承载方式支承车体重量，车体重量通过两个心盘坐落在两个转向架的构架，然后经轴箱弹簧支承在均衡梁上，再由均衡梁将全部荷载均匀地分配于前后轮对。由于转向架上内侧轮对（靠近司机室）设有第一车轴齿轮箱，因此心盘位置从转向架中心向车端侧偏移了15毫米，以抵消车轴齿轮箱造成的轴重不平衡。基础制动装置为双侧闸瓦制动，每个轮对左右两侧各设有一个制动缸。
从1960年生产的DD13 85号机车开始，改为采用无摇枕的DT113系列无均衡梁式转向架。这种转向架仍采用“H”字形构架以及导框式轮对轴箱定位装置，但轴箱弹簧装置改为轴箱两侧的螺旋弹簧，从而取消了笨重的均衡梁。转向架采用心盘承载方式支承车体重量，车体重量通过下心盘坐落在转向架构架上。基础制动装置为双侧闸瓦制动，每个轮对左右两侧各设有一个制动缸。由于DT113系列转向架结构简单可靠，因此后来还被广泛应用于DD14、DD15、DD16、DD51型柴油机车。

### 技术数据
| 番台区分                  | 基本番台            | 基本番台            | 基本番台            | 基本番台            | 基本番台            | 300番台             | 500番台             | 600番台             |
| ------------------------- | ------------------- | ------------------- | ------------------- | ------------------- | ------------------- | ------------------- | ------------------- | ------------------- |
| 机车编号                  | 001～050            | 051～084            | 085～110            | 111                 | 112～264            | 301～383            | 501～518            | 601～651            |
| 机车长度（毫米）          | 13,600              | 13,600              | 13,600              | 13,600              | 13,600              | 13,600              | 13,600              | 13,600              |
| 机车宽度（毫米）          | 2,846               | 2,960               | 2,960               | 2,960               | 2,960               | 2,960               | 2,960               | 2,960               |
| 机车高度（毫米）          | 3,769               | 3,849               | 3,849               | 3,849               | 3,879               | 3,849               | 3,879               | 3,849               |
| 机车全轴距（毫米）        | 9,400               | 9,400               | 9,400               | 9,400               | 9,400               | 9,400               | 9,400               | 9,400               |
| 转向架中心距（毫米）      | 7,230               | 7,200               | 7,230               | 7,230               | 7,230               | 7,230               | 7,230               | 7,230               |
| 动轮直径（毫米）          | 860                 | 860                 | 860                 | 860                 | 860                 | 860                 | 860                 | 860                 |
| 运转整备重量（吨）        | 56.12               | 56.00               | 55.00               | 56.00               | 56.00               | 56.00               | 56.00               | 56.00               |
| 空车重量（吨）            | 53.88               | 53.70               | 52.50               | 53.50               | 53.50               | 53.50               | 53.50               | 53.50               |
| 最高运转速度（公里/小时） | 70                  | 70                  | 70                  | 70                  | 70                  | 70                  | 70                  | 70                  |
| 轴式                      | B-B                 | B-B                 | B-B                 | B-B                 | B-B                 | B-B                 | B-B                 | B-B                 |
| 转向架                    | DT105               | DT105               | DT113               | DT113               | DT113               | DT113E              | DT113               | DT113E              |
| 柴油机                    | 2 × DMF31S          | 2 × DMF31S          | 2 × DMF31S          | 2 × DMF31SB         | 2 × DMF31SB         | 2 × DMF31SB         | 2 × DMF31SB         | 2 × DMF31SB         |
| 持续功率（马力）          | 2 × 370             | 2 × 370             | 2 × 370             | 2 × 500             | 2 × 500             | 2 × 500             | 2 × 500             | 2 × 500             |
| 额定转速（RPM）           | 1,300               | 1,300               | 1,300               | 1,500               | 1,500               | 1,500               | 1,500               | 1,500               |
| 最大牵引力（公斤）        | 14,000              | 14,000              | 14,000              | 16,800              | 16,800              | 16,800              | 16,800              | 16,800              |
| 传动装置                  | DS1.2/1.35          | DS1.2/1.35          | DS1.2/1.35          | DS1.2/1.35          | DS1.2/1.35          | DS1.2/1.35          | DS1.2/1.35          | DS1.2/1.35          |
| 燃油储备量（升）          | 1,000               | 1,000               | 2,000               | 2,000               | 2,000               | 2,000               | 2,000               | 2,000               |
| 制动装置                  | DL14B自动空气制动机 | DL14B自动空气制动机 | DL14B自动空气制动机 | DL14B自动空气制动机 | DL14B自动空气制动机 | DL14B自动空气制动机 | DL14B自动空气制动机 | DL14B自动空气制动机 |

## 衍生车型

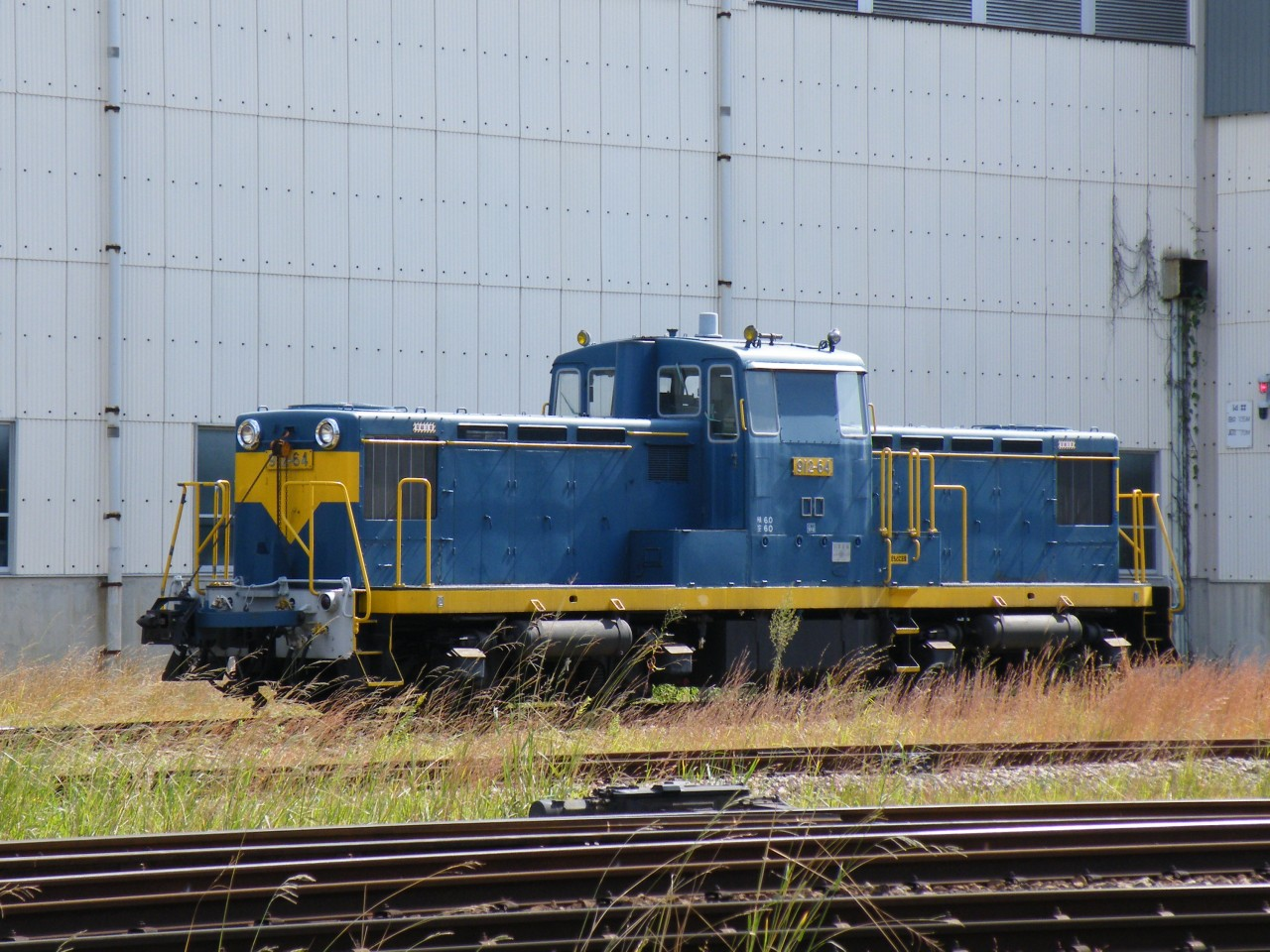
博多綜合車輛所内的912型柴油机车

DD14型柴油机车
1960年，汽车制造在DD13型柴油机车的基础上，开发研制了装备旋转式除雪装置的DD14型除雪柴油机车，其传动系统和转向架结构与前者基本相同，至1979年停产为止共生产了43台该型机车。
DD15型柴油机车
1961年，日本车辆制造在DD13型柴油机车的基础上，开发研制了装备犁式除雪装置的DD15型除雪柴油机车，其车体结构和动力传动系统与前者基本相同，至1966年停产为止共生产了50台该型机车。
912型柴油机车
1963年，因应東海道新幹線通车后牵引工务列车和故障列车的需要，日本国铁对其中7台DD13型基本番台柴油机车进行改造，将其改造成可在标准轨距上运行的柴油机车，新干线开业前曾经称之为2000型柴油机车，随后才正式改称为912型柴油机车。这种机车不仅具有标准的自动车钩，还装备了柴田式密接车钩，以便与新干线的高速列车连接，密接车钩被安装在车端的一个“U”字形框架上，当需要时才被放下来并与列车对接。1970年至1977年间，日本国铁又再将9台DD13型基本番台改造为912型柴油机车。1975年，4台具备重联控制功能的DD13型600番台机车，亦被改造成912型60番台柴油机车，使其能够执行山陽新幹線新關門隧道内的救援任务。全部912型柴油机车于2005年停运报废。

## 车辆保存
- DD13 1号机车：静态保存于埼玉市大宮區的铁道博物馆。
- DD13 353号机车：静态保存于北海道三笠市的三笠铁道纪念馆（日语：三笠鉄道記念館）。
- DD13 611号机车：静态保存于北海道小樽市的小樽市综合博物馆。
- DD13 638号机车：静态保存于大阪市港区的交通科学博物馆（日语：交通科学博物館）。

## 私铁车辆
由于DD13型柴油机车对于中小功率的调车任务非常适合，因而备受日本各地的地方铁道和临海铁道用户欢迎，许多铁道运输业者都自行订购了以国铁DD13型柴油机车为基础，并符合不同用户使用条件的同系列柴油机车。虽然私鐵自行订购的柴油机车在制造工厂、技术规格上均有区别，不过就主要性能而言这些机车实际上都是大同小异，主要都是安装两台370～500马力柴油机、整备重量约55～56吨的调车柴油机车。在1970年代至1980年代间，不少日本国铁的DD13型柴油机车除籍后，被转让予与国铁有合作关系的临海铁道业者
。下列的私营铁路公司都曾经使用自行订购或国铁转让的DD13型柴油机车。
| - 太平洋石炭販賣輸送 - 雄別鐵道 - 三井蘆別鐵道 - 旭川通運 - 夕張鐵道 | - 三菱石炭礦業大夕張鐵道線 - 苫小牧港開發株式會社線 - 八戶臨海鐵道 - 岩手開發鐵道 - 秋田臨海鐵道 | - 小坂製煉 - 仙台臨海鐵道 - 福島臨海鐵道 - 關東鐵道→鹿島鐵道 - 鹿島臨海鐵道 | - 真岡鐵道 - 京葉臨海鐵道 - 神奈川臨海鐵道 - 新潟臨海鐵道 - 神岡鐵道 | - 名古屋臨海鐵道 - 江若鐵道 - 近江鐵道 - 別府鐵道 - 片上鐵道 | - 岡山臨港鐵道 |

- 八戶臨海鐵道
- 秋田臨海鐵道
- 名古屋臨海鐵道
- 神奈川臨海鐵道
- 苫小牧港開發株式會社線